# Jānis Poruks
Jānis Poruks (Parròquia de Druviena, 13 d'octubre de 1871 - 25 de juliol de 1911) va ser un poeta letó, considerat per alguns el fundador de la literatura romàntica a Letònia.